# Lock Me In
Lock Me In ist ein Lied der georgischen Band Circus Mircus. Mit dem Titel vertrat sie Georgien beim Eurovision Song Contest 2022 in Turin.

## Hintergrund
Der Song wurde von Circus Mircus selbst geschrieben. Es handelt sich um einen Rocksong, der progressive und funkige Einflüsse aufweist, einige Passagen werden gerappt beziehungsweise monoton gesungen, gefolgt von einem melodischen Refrain. Obwohl die Band selbst keine eigene Interpretation des Songtexts veröffentlichte – dieser sei spontan entstanden –, wurde als ein Thema das Erreichen der eigenen Ambitionen und Ziele gesehen.
Der Song wurde am 9. März 2022 veröffentlicht. Die Auswahl erfolgte intern. Zwar wurde ein Musikvideo gedreht, dieses wurde aber wegen des Beginns des russischen Überfalls auf die Ukraine wenige Tage zuvor nicht veröffentlicht. Stattdessen wurde zunächst nur eine Audioversion mit schwarzem Hintergrund und einem Statement der Band auf YouTube veröffentlicht: „Due to the war in Ukraine, we feel that it is not the right time to release our happy and colourful music video. As per ESC guidelines, the submission deadline is near, so we decided to release only audio, while using the black background instead of the official music video footage, to express our share of solidarity towards our Ukrainian sisters and brothers.“ Inzwischen ist ein Musikvideo verfügbar.

## Beim Eurovision Song Contest
Georgien nahm mit dem Titel am 66. Eurovision Song Contest teil, der vom 10. bis 14. Mai 2022 stattfand. Lock Me In wurde dem zweiten Halbfinale zugelost, startete dort an fünfter Stelle der 18 Teilnehmer und erreichte den letzten Platz mit insgesamt 22 Punkten, neun Punkten von den Zuschauern und 13 von der Jury.